# Iminoctadin
Iminoctadin ist eine chemische Verbindung aus der Gruppe der Guanidine. Sie bezeichnet die reine, chemisch genau definierte Form von Guazatin.

## Gewinnung und Darstellung
Iminoctadin kann durch Umsetzung von Cyanamid mit Methanol und Schwefelsäure zu ortho-Methylisoharnstoff, sowie anschließend mit Bis(8-aminooctyl)-amin  gewonnen werden.

## Verwendung
Iminoctadin wird als Fungizid eingesetzt, beispielsweise gegen Borytris cinerea und verschiedene Pilzschädlinge im Getreide- und Obstanbau.

## Zulassung
Die Verwendung des Wirkstoffs Iminoctadin in Pflanzenschutzmitteln ist in der Europäischen Union nicht erlaubt. In Deutschland, Österreich und der Schweiz sind keine Pflanzenschutzmittel mit diesem Wirkstoff zugelassen.

## Externe Links zu erwähnten Verbindungen
1. ↑  Externe Identifikatoren von bzw. Datenbank-Links zu Bis(8-aminooctyl)amin:  CAS-Nr.: 39202-36-3, PubChem: 10199351, Wikidata: Q82252005.